# Романів (Підгайцівська сільська громада)
Рома́нів — село в Україні, у Луцькому районі Волинської області. Входить до складу Підгайцівської сільської громади. Населення становить 774 осіб.

## Історія
В часи Російської імперії — центр волості у складі Луцького повіту Волинської губернії.
Згідно з реєстром церков Луцької уніатської єпархії 1820 року, у селі діяла церква УГКЦ. Парафія налічувала 861 особу.
Станом на 1885 рік у селі мешкало 688 осіб, були 73 двори, православна церква, школа, постоялий будинок, водяний млин. За 3 версти від села був смоляний завод. За 10 верст — садиба Вигодонка з винокурним заводом та 3 водяними млинами.

## Населення
Згідно з переписом УРСР 1989 року чисельність наявного населення села становила 758 осіб, з яких 341 чоловік та 417 жінок.
За переписом населення України 2001 року в селі мешкало 770 осіб.

### Уродженці
- Корнійчук Микола Володимирович (1998—2022) — старший солдат Збройних сил України, учасник російсько-української війни, що загинув у ході російського вторгнення в Україну в 2022 році.

### Мова
Розподіл населення за рідною мовою за даними перепису 2001 року:
| Мова       | Відсоток |
| ---------- | -------- |
| українська | 98,45 %  |
| російська  | 1,42 %   |
| білоруська | 0,13 %   |

### Релігія
На початку липня 2019 року релігійна громада села вийшла з підпорядкування УПЦ Московського патріархату й офіційно перейшла до ПЦУ. 8 серпня т.в.о. голови ОДА Олександр Киричук підписав розпорядження  про передачу релігійній громаді в постійне безоплатне користування пам’ятки архітектури місцевого значення – храму Благовірних князів Бориса та Гліба.

## Особистості
Серед уродженців села:
- Василюк Олександр Анатолійович (1984—2014) — молодший сержант Збройних сил України, учасник російсько-української війни.
- Зелінський Василь Аркадійович (1983—2014) — солдат Збройних сил України, учасник російсько-української війни.
- Сорока Михайло Михайлович, заслужений журналіст України.
- Сорока Юрій Михайлович (1954—2023) — український історик.
- Павельчук Юрій Степанович (1 січня 1949) — український художник — вітражист, член львівської асоціації художників-вітражистів «Вікно», співавтор єдиного в Україні скляного іконостасу у храмі Ольги та Єлизавети у Львові.